# Дамиург
Дамиург (с др.-греч. — «работающий для народа») — общее наименование должностных лиц (обычно довольно высокого ранга) в древнегреческом полисе.
В Ахейском союзе, десять дамиургов составляли совет при стратеге и могли влиять путём голосования на принятие решений. Их число, видимо, установилось, когда союз состоял из десяти городов.